# Purpuricenus opacus
Purpuricenus opacus är en skalbaggsart som först beskrevs av Knull 1937.  Purpuricenus opacus ingår i släktet Purpuricenus och familjen långhorningar. Inga underarter finns listade i Catalogue of Life.